# Chrysophyllis lucivaga
Chrysophyllis lucivaga là một loài bướm đêm trong họ Crambidae. Loài này được phát hiện và mô tả lần đầu tiên vào năm 1888 bởi nhà nghiên cứu George Hampson. Bướm có kích thước trung bình, với sải cánh khoảng từ 18 đến 24mm. Đặc điểm nổi bật của Chrysophyllis lucivaga là màu sắc và hình dạng của cánh, cũng như các đặc điểm sinh học khác như thói quen ăn uống và chu kỳ sinh trưởng.

## Tìm thấy của Chrysophyllis lucivaga
Chrysophyllis lucivaga thường được tìm thấy ở các khu vực có độ ẩm cao, như rừng nguyên sinh và vùng đồng cỏ. Nó thường xuất hiện vào buổi tối và đêm để thực hiện hoạt động săn mồi và sinh sản. Các kích thước và màu sắc của nó có thể giúp nó hoàn hảo hóa trong môi trường tự nhiên của mình.

## Sự Nguy hiểm của Chrysophyllis lucivaga
Chrysophyllis lucivaga không được coi là loài nguy hiểm đối với con người. Thường thì bướm đêm không gây ra các vấn đề về an toàn hoặc sức khỏe đáng kể cho con người. Chúng chỉ ăn lá và mầm non của các loại cây, không gây hại đến nông nghiệp hoặc các hệ sinh thái quan trọng.

## Khu vực Tìm Thấy
Chrysophyllis lucivaga thường được tìm thấy ở các khu vực có môi trường sống ẩm ướt như rừng mưa, rừng ngập nước, hoặc các khu vực đầm lầy. Chúng thường hoạt động vào ban đêm và thu hút bởi ánh sáng. Thức ăn của chúng thường là lá hoặc mầm non của các loại cây thân gỗ hoặc cây cỏ, có thể có mối quan hệ sinh học đặc biệt với các loài cây cụ thể trong môi trường sống của chúng. Chu kỳ sinh trưởng và các giai đoạn phát triển từ trứng đến ấu trùng và từ ấu trùng đến bướm cũng cần được bổ sung để hiểu rõ hơn về vòng đời của loài này và cách chúng tương tác với môi trường và các yếu tố sinh thái xung quanh.